# Камјењск
Камјењск (пољ. Kamieńsk) град је у Пољској у Војводству лођском. По подацима из 2012. године број становника у месту је био 2893.

## Становништво
| 2012. |
| ----- |
| 2.893 |